# Hortaleza
Hortaleza es uno de los 21 distritos que conforman la ciudad de Madrid. Situado al noreste del municipio, comprende el antiguo término municipal de Hortaleza y parte del de Canillas, anexionados ambos a la capital mediante sendos decretos del año 1949. Los barrios del distrito son: Pinar del Rey, Canillas, Valdefuentes, Apóstol Santiago, Piovera y Palomas. En el barrio de Pinar del Rey se encuentra el casco histórico de la Villa de Hortaleza.
Cuenta con una población de 189 592 habitantes en una superficie de 2801 hectáreas. Su gentilicio es hortalino y hortaleceño. Limita con los distritos de Barajas, San Blas-Canillejas, Ciudad Lineal y Fuencarral-El Pardo, y con el municipio de Alcobendas.

## Historia

### Origen
Los primeros datos de actividad humana en la zona se refieren a la existencia de una población nómada o seminómada en los tiempos remotos del Paleolítico y del Neolítico, según atestiguan los hallazgos de numerosos útiles prehistóricos en yacimientos situados en el arroyo de Valdebebas y en el mismo casco histórico de Hortaleza, que fueron descubiertos, al final del siglo pasado, por el arqueólogo D. Javier Pastor Muñoz.
El actual barrio de Hortaleza se desarrolla a partir del núcleo de la antigua villa de Hortaleza, situada en la loma formada por la divisoria entre los ríos Manzanares y Jarama. El pueblo estaba regado por los ríos Valdebebas y Abroñigal. Su fundación se remonta muy probablemente al siglo XIII. De él, ya se tienen noticias en un escrito de 1361. Se cree que su origen proviene de mozárabes madrileños que lo utilizan para pasar el verano
Hay referencias en la Relaciones de Felipe II en 1579. En estas relaciones se habla de Hortaleza como de un lugar añejo y dependiente del pueblo de Canillas, cuando menos, en los servicios mínimos. Ya que allí eran bautizados y enterrados los vecinos hasta que se construyó la primera iglesia parroquial hacia 1535.  El nombre de Hortaleza viene de las abundantes hortalizas que se producían en la zona y que abastecían los mercados de la capital. El hecho de que en algún documento figure como “fortaleza” está relacionado con ninguna construcción defensiva, sino que tiene que ver con una ortografía incorrecta, con una ultracorrección, o bien con las haches aspiradas que se escribían como efes. Así farina (harina), facere (hacer), etc.

### Jurisdicción de Madrid
A finales del siglo XVI Hortaleza pasó a la Jurisdicción de la villa de Madrid, limitada al este, por la villa de Barajas; la de Canillas al sur; Chamartín al oeste; y Alcobendas al norte. Por estas fechas, Hortaleza contaba con una población de 96 vecinos (unos 400 habitantes), cosechas pobres debido a la mala calidad de la tierra[cita requerida]. Por ello, los habitantes tenían que recurrir a fuentes de ingresos extraordinarios, como cocer pan o lavar ropa ajena.
El aspecto del pueblo era muy pobre. Se caracterizaba por una tierra de baja calidad[cita requerida], la existencia de pequeños huertos, pastos y lugares forestales. El pueblo no tenía edificaciones importantes, y las casas grandes eran de adobe y tapial, su estructura era de madera fundamentalmente pino, y los tejados de teja de arcilla, materiales todos que compraban en Madrid.

### Debacle y resurgimiento
Del siglo XVII no hay datos, pero todo hace suponer que se produce un descenso de población, que sigue la tónica general que se produjo en todo el país. Efectivamente, en 1725, ya bien entrado el siglo XVIII, la población registrada era de 54 vecinos (unos 250 habitantes).
Sin embargo, a partir de entonces Hortaleza iniciará su desarrollo. La población va aumentando considerablemente a causa de la inmigración de personas próximas a la Corte, el número de vecinos aumentará a 160 (unos 725 habitantes) a finales de siglo. Por otro lado, aumenta la superficie de terreno destinado a cultivos aunque siguen dominando las producciones de cereales pero ya se ven algunas vides, aunque no de mucha importancia. En 1756 en el Catastro del Marqués de la Ensenada figuran 7,5 hectáreas dedicadas a huertos.[cita requerida]

### Inicio de la transformación urbana

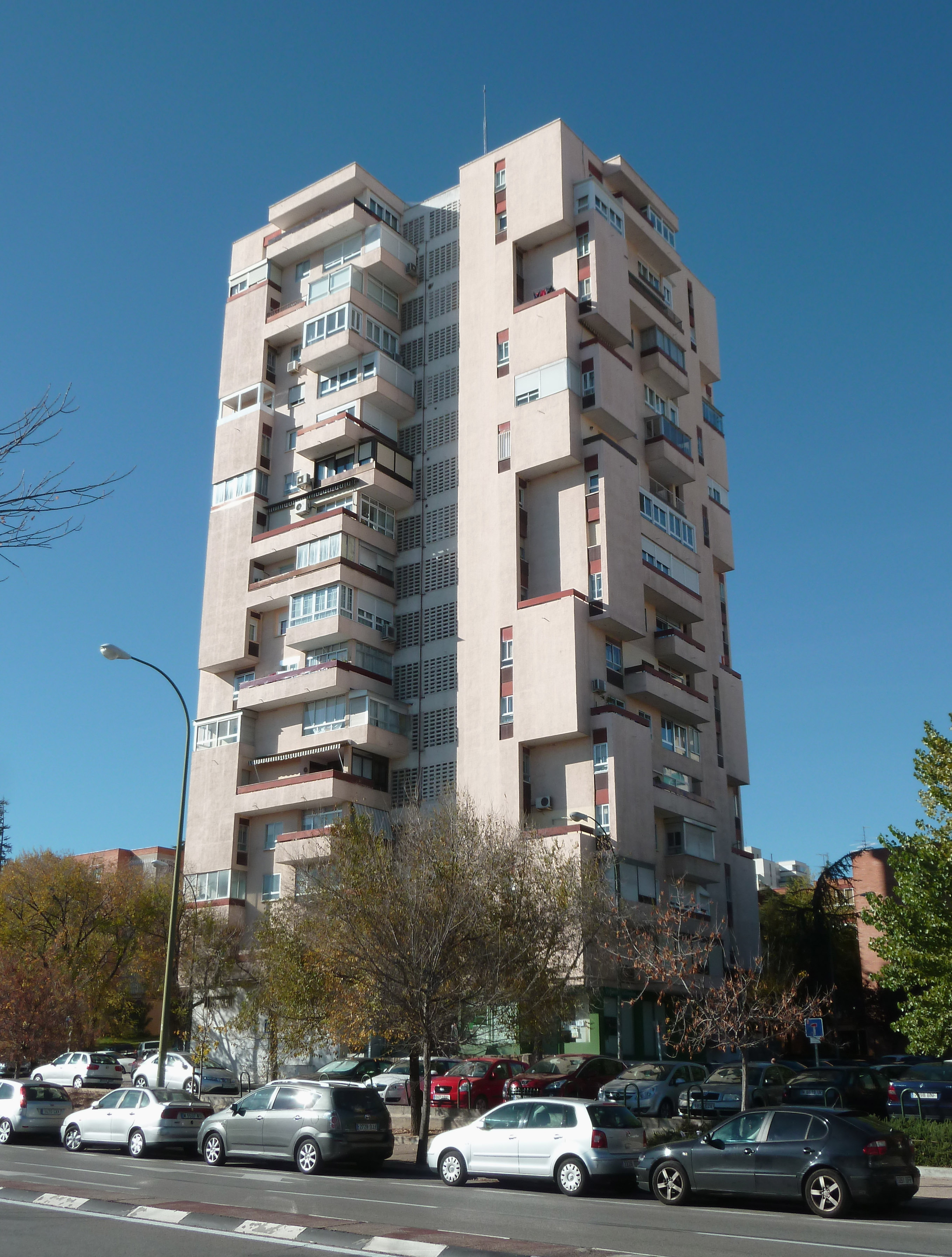
Edificio calle de Alcorisa 41

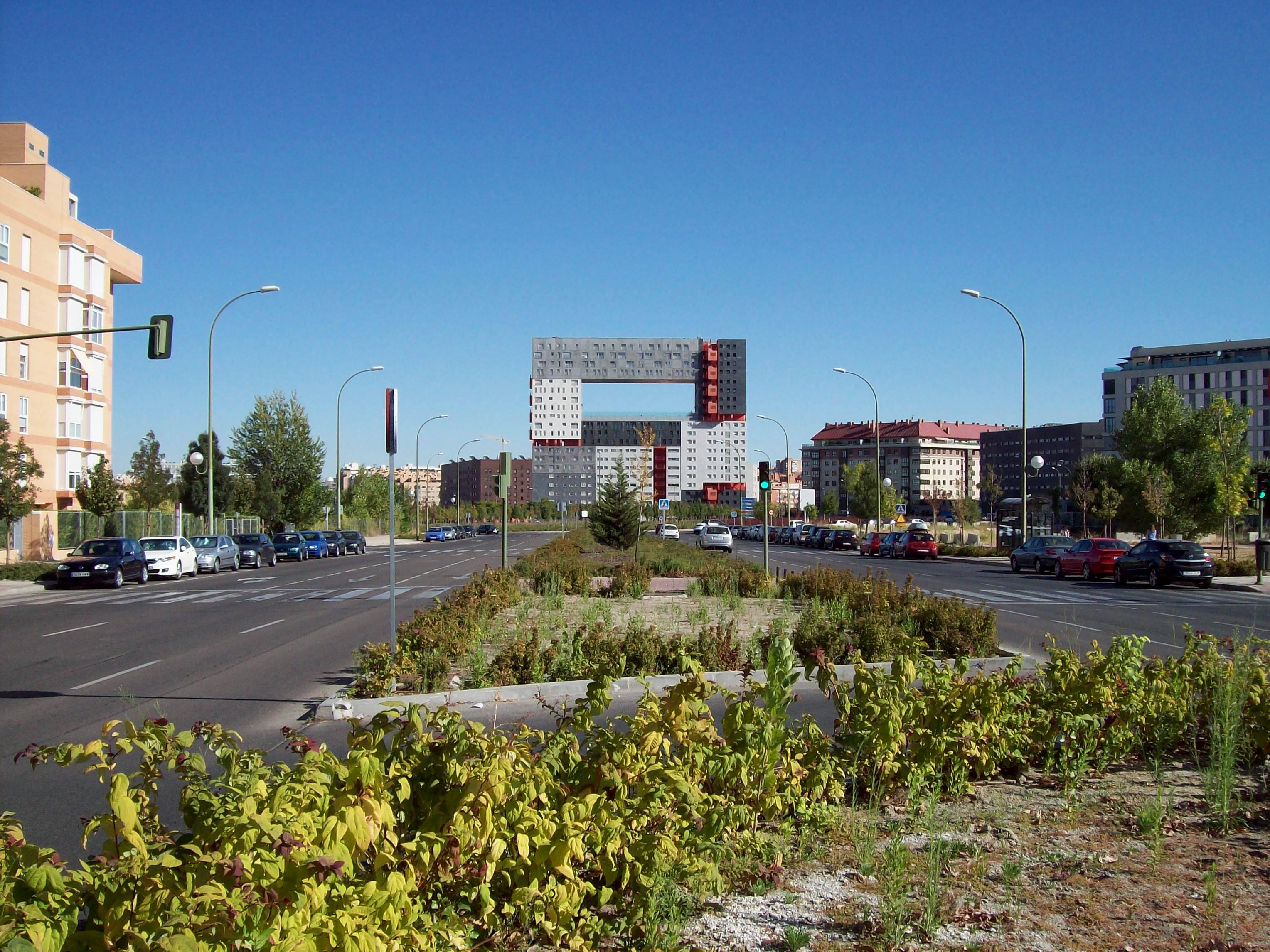
Avenida de Francisco Pi y Margall y edificio Mirador al fondo

En el siglo XIX el factor fundamental del crecimiento y desarrollo de Hortaleza está en la proximidad a Madrid, sobre todo como centro consumidor de los productos producidos en Hortaleza, pues la demanda de estos productos va a ir en aumento a lo largo de la época.
Lo más significativo del XIX será la aparición de una incipiente industrialización derivada de la agricultura: la elaboración del pan y la fabricación de vinos y aguardientes. Pascual Madoz indica la existencia de un Molino de Chocolate en Hortaleza.
La superficie cultivada aumenta; siendo el terreno de calidad media y gracias a la secular maestría de los agricultores, se llegan a obtener abundantes cosechas de cereal, de una excelente clase, premiada en ferias internacionales. También se sigue cultivando la huerta tradicional del lugar y los viñedos, estos últimos dan origen a la producción de los vinos de moscatel, y al famoso “Garnacho de Hortaleza”. La mayoría de la tierra está en manos de los grandes propietarios (aristocracia, iglesia y señores burgueses) siendo minoritaria la superficie que pertenece a los agricultores pequeños y medianos, lo que ocasiona que numerosos vecinos se empleen en Madrid. Hay que destacar el papel de la mujer en el comercio con la capital. En esta época se produce una mejora del paisaje urbano, en el que se siguen construyendo fincas de verano por los habitantes de la Villa de Madrid. El Diccionario de Madoz cuenta 137 casas, además de la iglesia de San Matías, una carnicería, una taberna y una escuela de instrucción primaria.
A pesar de todo, la población no se va a ver incrementada de forma significativa en este siglo. En 1820 tiene 606 habitantes; en 1850, 372 quizás debido a los estragos de las guerras; para, al acabar el siglo, en 1897, tener 811 habitantes. En el censo de 1910 Hortaleza cuenta con 185 edificaciones. Pertenecía al partido judicial de Colmenar Viejo y estaba separado de Madrid por 10 km. En el censo de 1920 cuenta con 841 habitantes. La evolución sigue en el siglo XX con un aumento de población proporcional a la que se produce en todo el país. La economía agraria se mantiene en las líneas generales que tenía hasta ahora, es decir, con predominio de la economía familiar (parcelas pequeñas y de propiedad familiar). La Industria es escasa y subsidiaria de la agricultura, aunque en 1905 existe una carpintería, una fábrica de barros, una ferretería y tres herrerías. Desde la calle del Pinar, el camino de Hortaleza no estaba aún edificado en 1910. En su orilla izquierda surge el barrio de Arrabal del Carmen, donde se encuentra actualmente el colegio de la Inmaculada.

### Segunda República Española
El 12 de abril de 1931 se celebraron elecciones municipales en España, que desencadenaron en el fin del reinado de Alfonso XIII. En Hortaleza, como en el resto de municipios se nombró una Comisión Gestora Municipal Republicana hasta la convocatoria de las nuevas elecciones el 20 de abril de 1931 resultando elegido alcalde Rafael Ortega López. Su mandato se caracterizó por las dificultades que existían por el paro obrero, el problema con el suministro de agua y los conflictos con la iglesia. Como intento de paliar el paro obrero se proyectó el lavadero municipal de la calle Mar de Kara.
En las elecciones municipales de 1933 fue de nuevo elegido Rafael Ortega López que dimitió posteriormente siendo sustituido por Jonás Aragoneses Molpeceres, que a su vez presentó su dimisión, resultando elegido Andrés Molpeceres Barceló. Tras el cambio de gobierno nacional con la llegada del gobierno conservador fue destituido el alcalde tras la participación del Ayuntamiento de Hortaleza en la Huelga General de 1934 siendo nombrado por el gobernador Civil Mariano Morales de la Fuente.
No obstante Andrés Molpeceres volvió a ocupar la alcaldía tras la decisión del nuevo gobierno nacional del Frente Popular resultante de las elecciones generales de 1936 que obligaba a restituir a los representantes municipales previos a la destitución de 1934.

### Guerra Civil
Durante la Guerra Civil Hortaleza queda cerca del frente dentro del territorio republicano y de su gobierno se encarga un denominado Consejo de Salvación formado por afiliados del PSOE y el PCE. En las proximidades se instala el Cuartel General de la Junta de Defensa de Madrid.
Existe constancia del acuartelamiento de la 11.ª división del ejército de la II República bajo el mando del general Enrique Líster.

### Expansión durante la gran migración rural

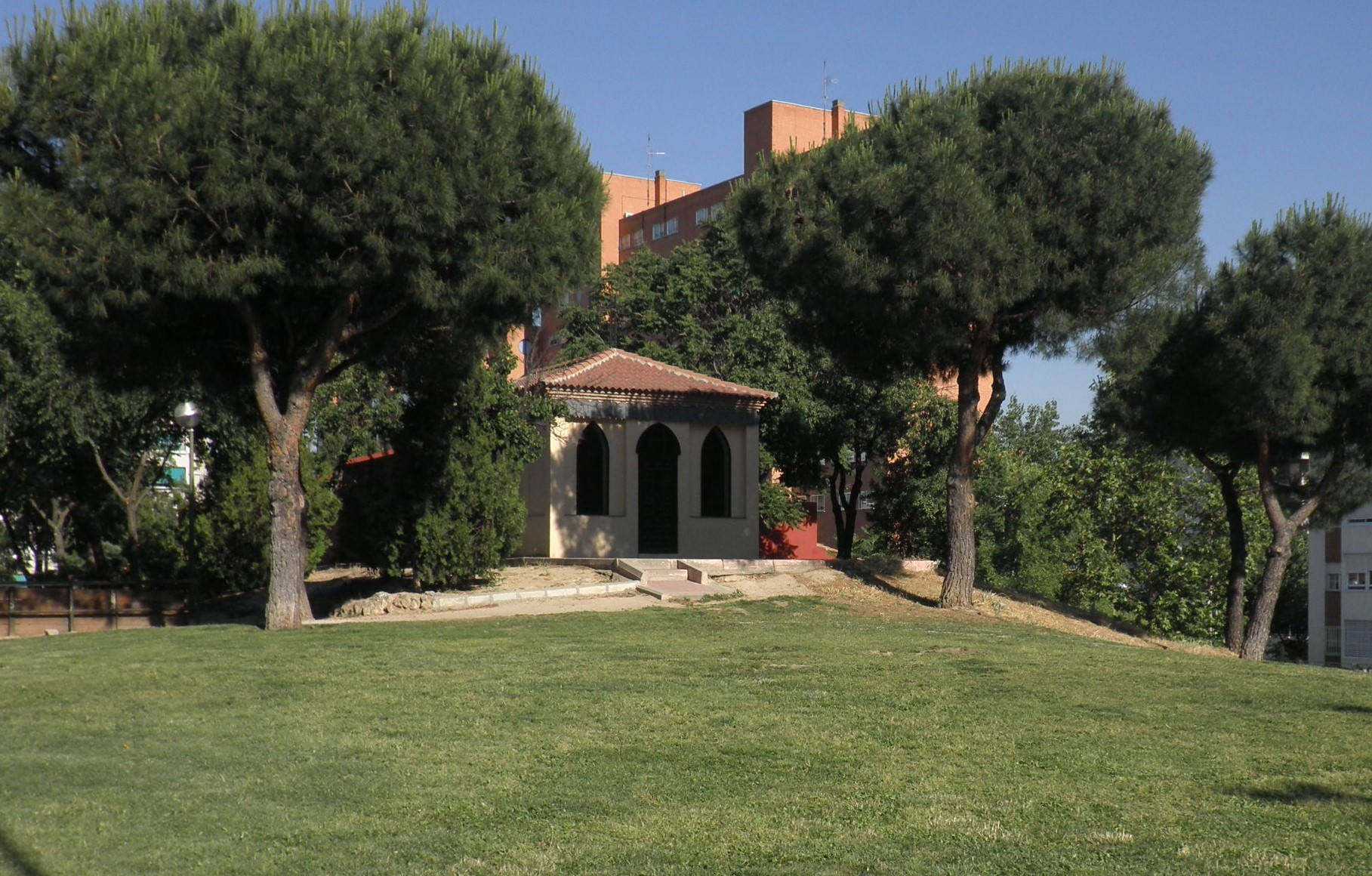
Parque del cementerio viejo del pueblo, con la ermita de la Soledad

Es a mediados de siglo cuando se produce una verdadera transformación del territorio. En los años cincuenta se proyectan dos poblados satélites, uno en los alrededores de la Casa de las Manoteras y otro en Canillas. Estos nuevos barrios, se construyeron para absorber a la población emigrante asentada en la zona formando suburbios. Posteriormente se ampliaron con los Poblados Dirigidos, de mayor calidad que los anteriores y destinados a los nuevos emigrantes que llegaban en masa desde las zonas rurales de España. También es en esta época cuando aparece la urbanización de lujo Parque Conde de Orgaz y, a lo largo de la antigua carretera de Hortaleza, el barrio de Pinar del Rey.
En la década de 1960 cabe destacar por su calidad urbanística y arquitectónica el proyecto de la UVA de Hortaleza, acrónimo de Unidad Vecinal de Absorción. Este barrio es acompañado en su nacimiento por los de San Lorenzo-Colombia, El Carmen, Orisa, San Miguel, Parque de Santa María y La Piovera. De la década de 1970 son Virgen del Cortijo, Esperanza, Villarosa, Cárcavas-San Antonio y la colonia El Bosque.
A pesar de este crecimiento desmesurado, Hortaleza mantenía casi intacta la campiña que se extendía hasta el Monte de la Moraleja y a lo largo del arroyo de Rejas. En todo este término se podían encontrar cultivos de cereales, viñedos de uva garnacha, huertas con frutales en el arroyo Valdebebas y fuentes como la de la Mora, La Teja o Los Cenagales.

### Crecimiento y consolidación contemporáneos

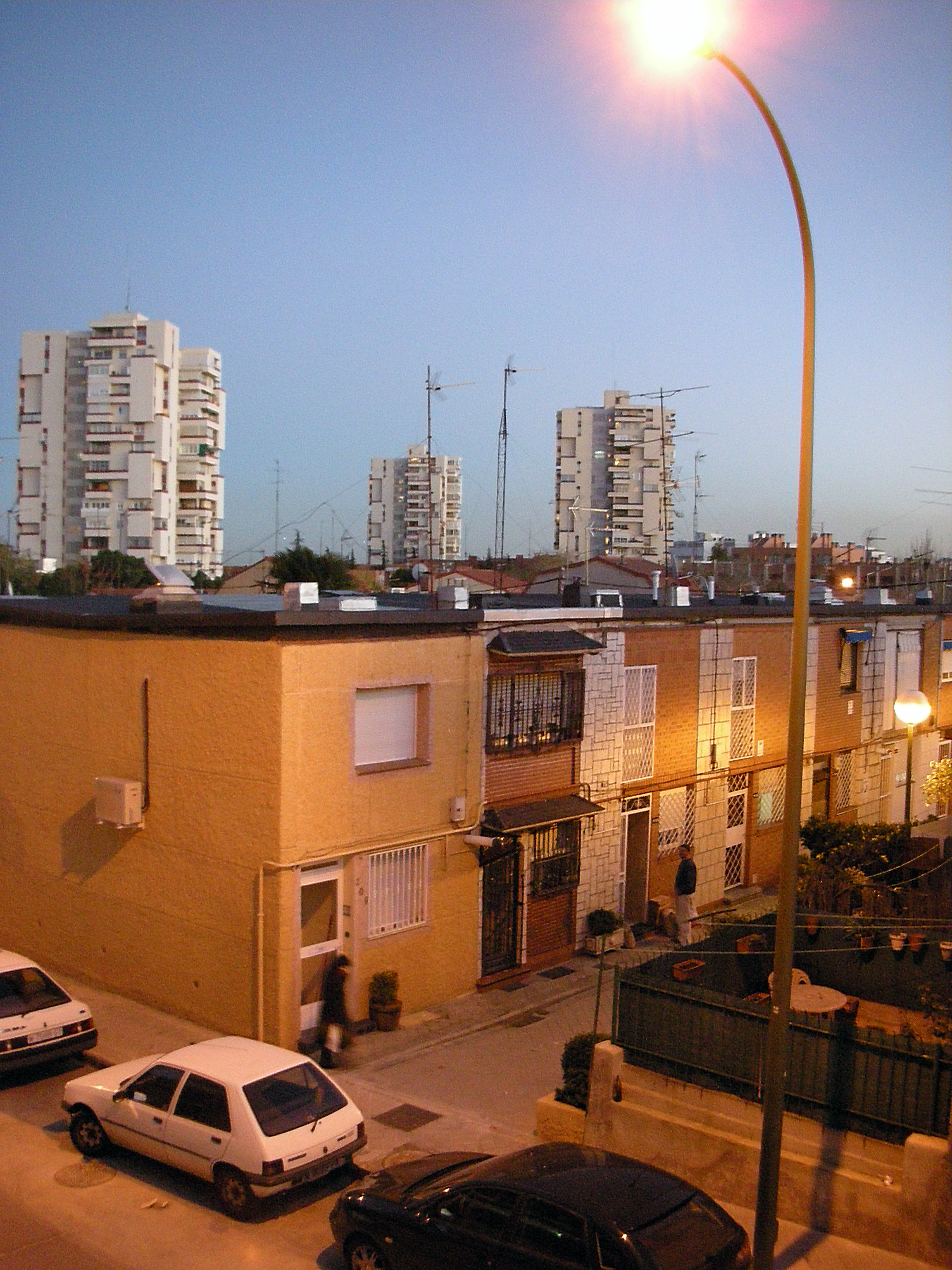
Edificios en el barrio de Canillas

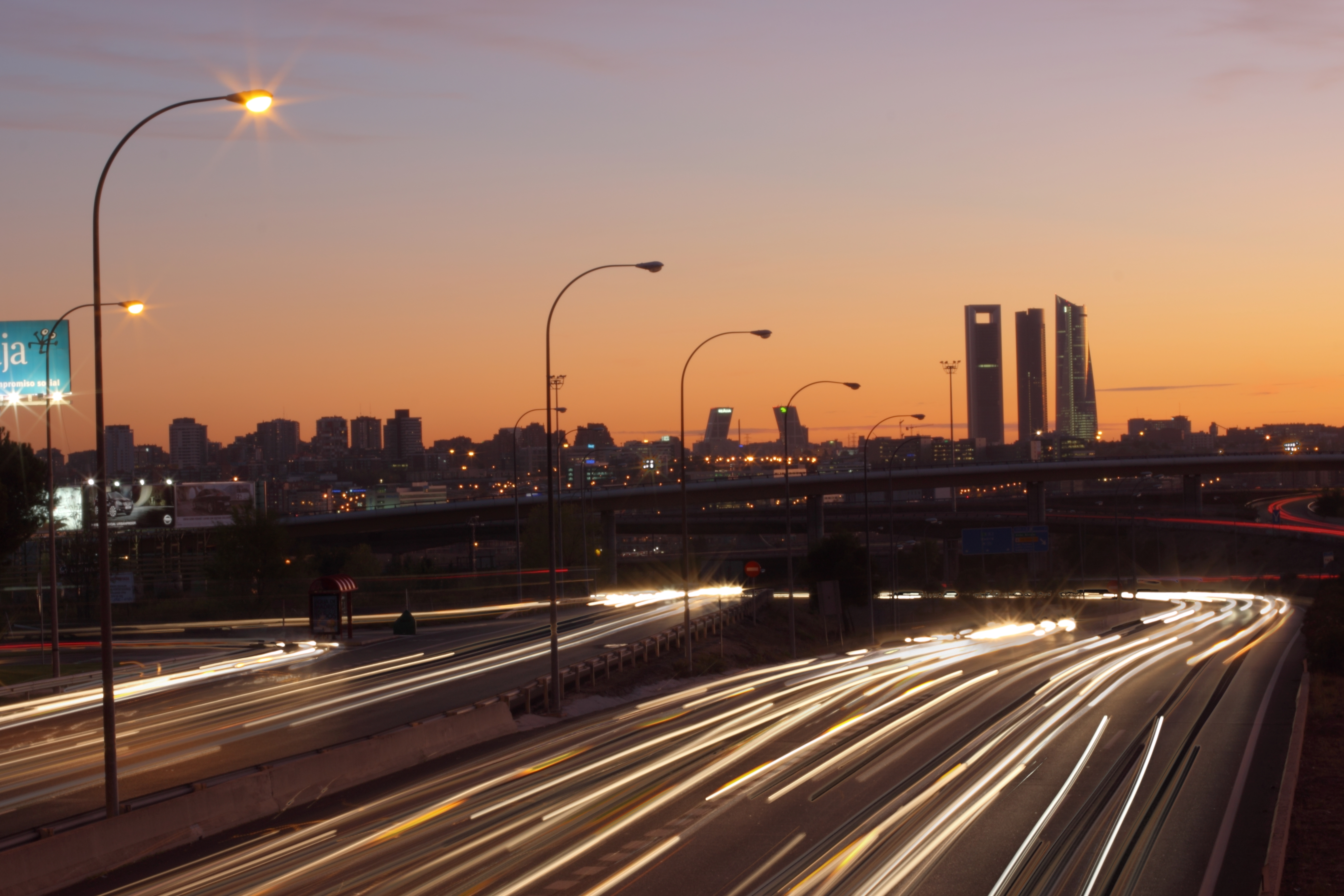
Avenida Manuel Azaña

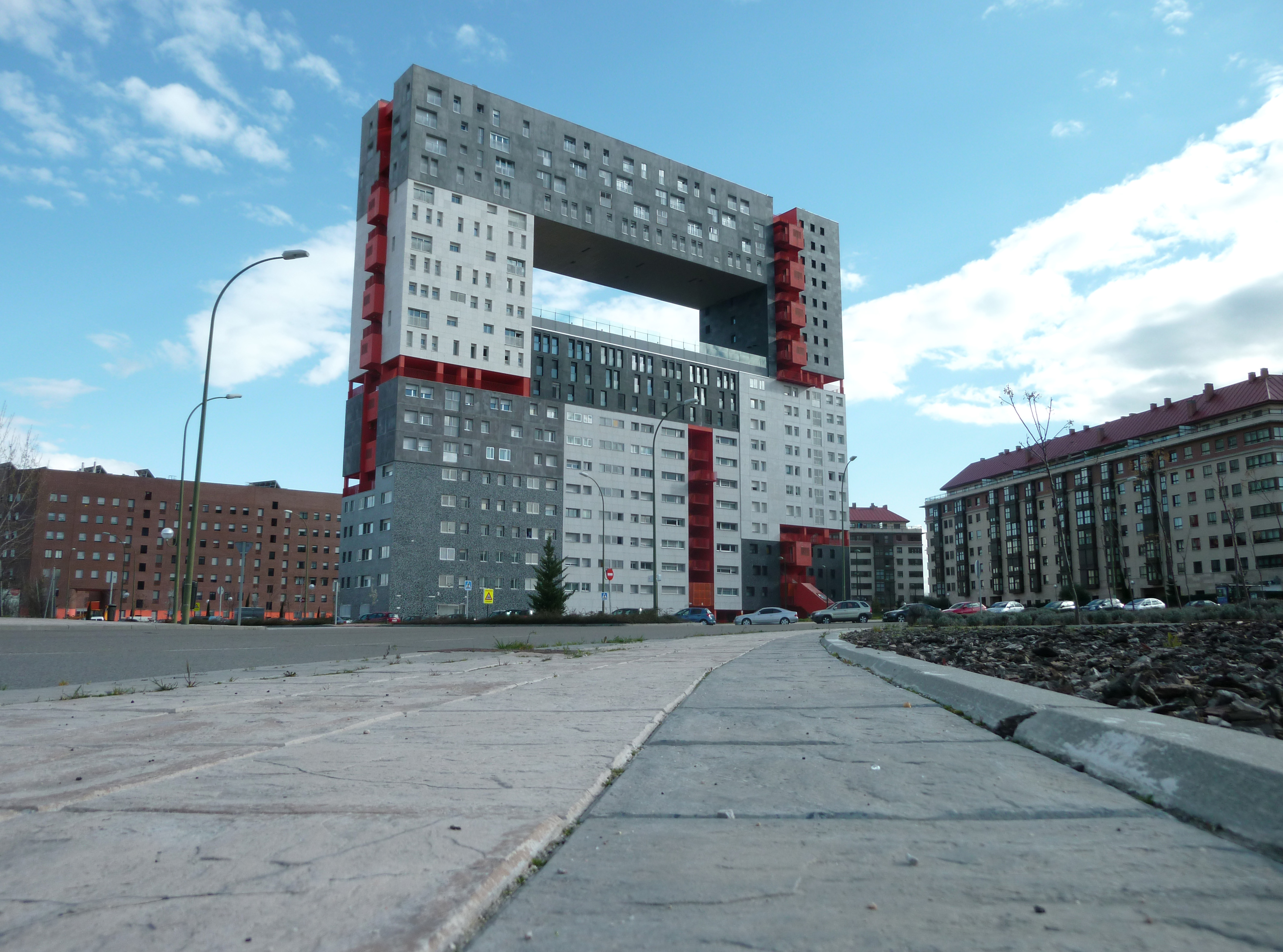
Edificio Mirador en Sanchinarro (2005)

Es en los años 1990 cuando el distrito pierde definitivamente su paisaje rural y aparecen los ensanches de Los Llanos, Arroyo del Santo y Sanchinarro. Este último el más importante por su población y por sus hitos arquitectónicos entre los que cabe destacar el edificio Mirador. El aumento demográfico va acompañado de un descenso en la función rural, pues se reduce la extensión de cultivos, ya que el terreno es vendido en forma de solares. Ante el descenso de la agricultura se produce un auge de la ganadería, sobre todo vacuno, en función de las necesidades de la capital. En 1960 existían 155 puestos industriales en la misma Hortaleza. El comercio estaba reducido a los núcleos próximos.
La llegada masiva de población tras la incorporación a la capital, sin embargo, significa el fin de Hortaleza como pueblo y la paulatina desaparición de las antiguas casas, fincas e infraestructuras que le dotaban de identidad propia. Las últimas edificaciones clásicas han sido demolidas durante los primeros años del siglo XXI, quedando sólo en pie la centenaria iglesia de San Matías, el antiguo convento y colegio de los Padres Paúles y el cementerio, propiedad de una orden religiosa; y el colegio S.F.J. Cabrini.

### Mejora de las infraestructuras de transporte
Con el cambio de siglo se inauguran las estaciones de Metro de Canillas, San Lorenzo, Mar de Cristal y Parque de Santa María. En 2007 se abre la estación de metro denominada Pinar del Rey, con enlace directo al Aeropuerto de Madrid-Barajas. Finalmente, en el marco de la crisis económica a finales del año 2009 se suprime la veterana línea de autobús 201. Sin embargo, se abre en 2011 de nuevo una estación de cercanías, Fuente de la Mora, a cierta distancia de la antigua estación de Hortaleza que nunca se llegó a usar para viajeros, hacia el oeste.
En este distrito también se encuentra el PAU de Sanchinarro (siendo un símbolo suyo el edificio Mirador) y el desarrollo de Valdebebas ya parcialmente habitado y en continua construcción, donde se ubica la ciudad deportiva del Real Madrid, se construye los que podrá ser la Ciudad de la Justicia, viviendas, oficinas, un centro comercial y el parque forestal de Valdebebas-Felipe VI (apertura en abril de 2015). 
Hortaleza ha pasado de ser un pueblo en la década de 1940, a un distrito un tanto mal comunicado del centro de Madrid hasta los años 90 a disponer de varias paradas de metro (líneas 4 y 8), autopistas como la M-11 y M-40 y numerosos centros comerciales de gran tamaño.

## Demografía
| Gráfica de evolución demográfica de Hortaleza entre 1842 y 1940 |
| |
| Población de derecho según los censos de población del INE Población de hecho según los censos de población del INEEntre el censo de 1950 y el anterior, este municipio desaparece porque se integra en el municipio 28079 (Madrid) |

## Monumentos y lugares de interés

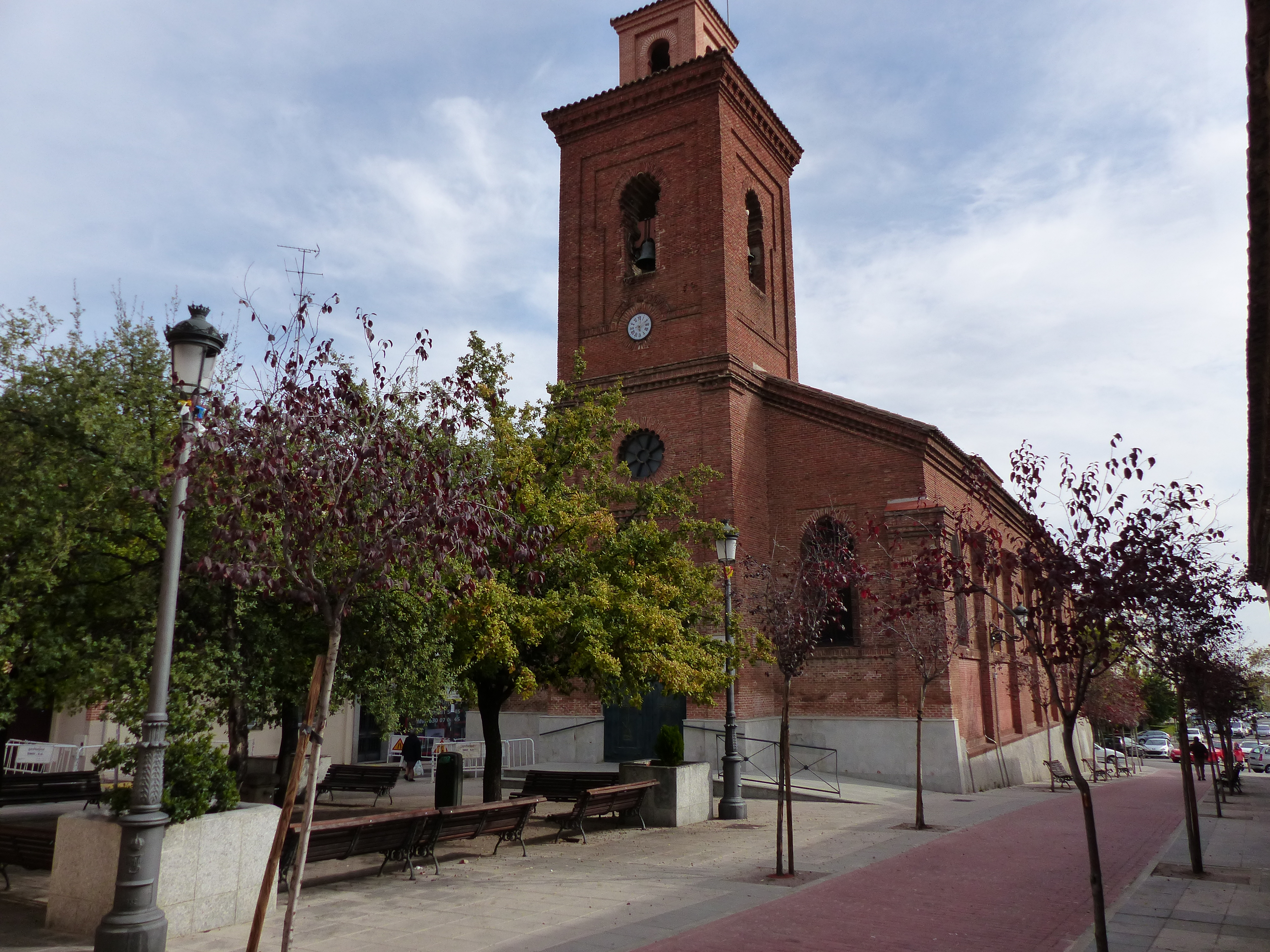
Iglesia de San Matías, vista desde la plaza de la Iglesia

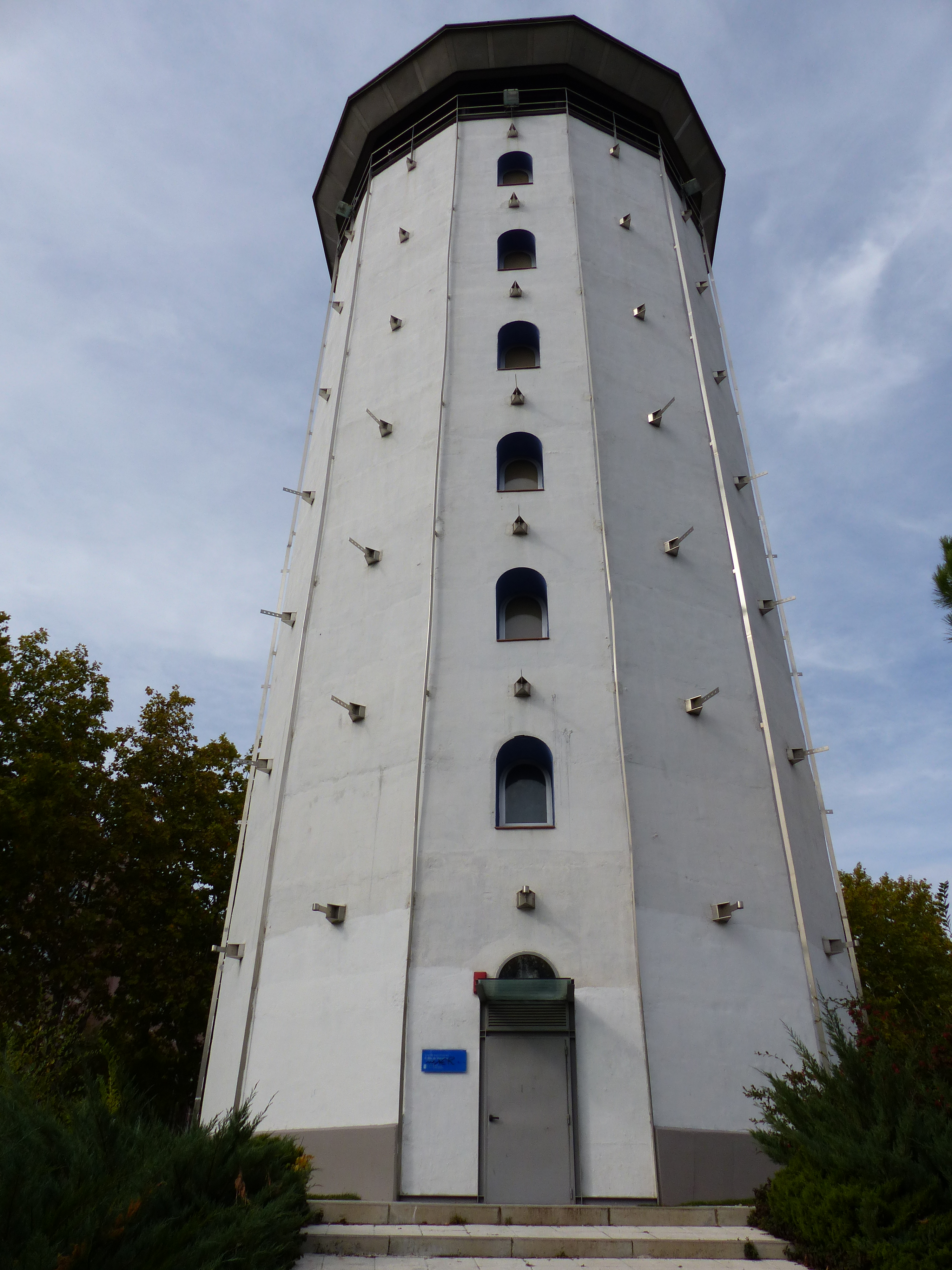
El Silo de Hortaleza

Una de las edificaciones más notables de este pueblo era el recinto de Isabel Clara Eugenia, originalmente residencia veraniega del duque de Frías. En el mismo recinto del Hogar de Isabel Clara Eugenia, se encuentra el Antiguo Noviciado de la Sagrada Familia, de estilo neomudéjar, construido hacia 1880.
En el arranque de la calle del Mar de las Antillas, encontramos el parque de la Huerta de la Salud. En él se conservan, además de la antigua puerta de la Quinta homónima (1749), algunas edificaciones de lo que fue una industria agropecuaria, fundada a principios del siglo XX por Don Pedro Tovar, notario mayor del Reino. 
Destaca, entre todas, el Silo de Hortaleza. Esta torre poligonal formaba junto con El Granero y El Palomar (desaparecidos en los años 1970), una terna monumental que causaba a los visitantes del pueblo gran admiración. Se cuenta que desde el mirador de El Palomar se distinguía la Puerta del Sol y donde en lo más alto, a lo largo de muchos años, hubo numerosos nidos de cigüeñas que anunciaban a los vecinos de Hortaleza la llegada de la primavera.
En la calle de la Liberación que conducía hasta la Academia de Policía Armada se encontraba la casa-palacio de los marqueses de Santa Cruz, casa en la que fue apresado y, muerto, el general Quesada, que huyó allí, tras el pronunciamiento de la Granja en 1836.
Junto a la calle de Mar de Bering se alza la iglesia de San Matías, convertida en parroquia en 1770. Se reedificó por iniciativa de la princesa de Asturias tras el hundimiento del primitivo templo. Del arquitecto Enrique María Repullés y Vargas, es de estilo neomudéjar (finales del siglo XIX), concluida en 1879. Se trata de una iglesia de una sola nave de 29 metros de largo por 12 de ancho, cuya capilla Mayor ocupa 30 m². A su derecha, en la misma plaza, se levanta el Convento de los Padres Paules, inaugurado en 1934. Aún en el siglo XXI conserva su actividad.
Frente a la cabecera de la iglesia, ya en las afueras del pueblo, está el cementerio, que conserva su muro de ladrillo muy similar al de la iglesia. En su interior se mantiene una parte de finales del siglo XIX.
En la calle Uría, antaño separador entre Hortaleza y Manoteras, se situaba una pequeña iglesia que puede considerarse precedente de la actual parroquia de Virgen del Castillo.
Parque Juan Pablo II
Ubicado entre el Pinar de Barajas, la Av. del Papa Negro, de las Piceas, de los Andes y la M-40, se encuentra el parque público Juan Pablo II.
El parque está formado por 5 áreas integradas. El 10 de abril de 2008, se inauguraron tres de las cinco fases que lo conforman: el Área Contemplativa, el Área Mediterránea y el Área Lúdica, ocupando las tres un total de 14 ha.
El Área Contemplativa, también denominada jardín de la Vida, se estructura desde la llamada plaza de la Vida, en la que se encuentra el reloj de sol con mayor diámetro de la Comunidad de Madrid, cuyo gnomon está hecho de un único bloque de granito. Se denomina así, pues se entiende el sol como una de las bases de la vida. Desde esta plaza surgen una serie de canales que conforman el parque, en el que podemos encontrar más de 40 especies de árboles frutales. Dentro de esta área podemos encontrar 10 esculturas de diferentes escultores españoles, entre ellos Miguel Berrocal.
El Área Mediterránea es representativa de la evolución histórica de la jardinería mediterránea. En ella se encuentra el jardín en Flor, el jardín Granado, el paraíso de Acebuche y el jardín de las Breveras. 
El área lúdica es una zona dedicada al entretenimiento, que cuenta con varias zonas infantiles distribuidas por edades, un circuito de habilidad para bicicletas, merenderos y zona de esparcimiento. 
Las fases IV y V tienen prevista su inauguración en este octubre de 2017 y serán: 
- El jardín de los Sentidos, para que todo el mundo, incluyendo discapacitados visuales puedan disfrutar de los jardines.
- La senda can que es un centro de entrenamiento canino que el Ayuntamiento de Madrid ha cedido a la Once para adiestrar a perros guía.

La mayoría de las civilizaciones han entendido los jardines no como simples masas vegetales, si no bajo el concepto de que el jardín es la arquitectura del alma y por ello, el jardín y los múltiples elementos que lo conforman como los canales, albercas, etc, han sido de suma importancia para ellas.

## Barrios

Barrios del distrito de Hortaleza

Consta de los siguientes barrios municipales:
- Palomas (16.1): con una población de 5227 habitantes incluye la Colonia Piovera y la barriada Arroyo del Santo, todas ellas separadas del resto del distrito por el Pinar de Barajas y la avenida de los Andes.
- La Piovera (16.2): con una población de 13 740 habitantes incluye la urbanización Conde de Orgaz y las viviendas de reciente construcción situadas al sur de la calle Silvano y al norte de la avenida de los Andes.
- Canillas (16.3): con una población de 44 861 habitantes engloba buena parte de lo que fue el pueblo de Canillas antes de su adhesión a Madrid en 1949.
- Pinar del Rey (16.4): con una población de 58.998 habitantes incluye el casco antiguo de Hortaleza, las barriadas de San Lorenzo y Santa María y la U.V.A. de Hortaleza.
- Apóstol Santiago (16.5): con 16.212 habitantes, incluye lo que fue el poblado de Manoteras perteneciente al municipio de Hortaleza.
- Valdefuentes (16.6): con 14.810 habitantes, incluye zonas antaño industriales como Virgen del Cortijo y zonas de reciente urbanización como el PAU de Sanchinarro y el nuevo PAU de Valdebebas.

## Servicios

### Transporte

#### Cercanías
El distrito posee dos estaciones de Cercanías, en Fuente de la Mora y Valdebebas (C-1).

#### Metro y Metro Ligero
Los principales ejes de comunicación del distrito son las líneas 4 y 8 de metro:
- La línea 4 hace un recorrido bastante amplio por el distrito, dando servicio a las estaciones de Arturo Soria, Esperanza, Canillas, Mar de Cristal, San Lorenzo, Parque de Santa María, Hortaleza y Manoteras.
- La línea 5 presta servicio al barrio de Palomas en la estación de Canillejas.
- La línea 8 circula bajo la Gran Vía de Hortaleza y tiene estaciones en Pinar del Rey y Mar de Cristal.
- La línea ML1 da servicio a Sanchinarro y Virgen del Cortijo con las paradas Fuente de la Mora, Virgen del Cortijo, Antonio Saura, Álvarez de Villaamil, Blasco Ibáñez y María Tudor.

#### Autobuses
Los autobuses son de gran utilidad en este distrito al tener zonas que quedan demasiado alejadas del metro. Las líneas que circulan por el distrito son:
| Línea | Terminales                                    |
| ----- | --------------------------------------------- |
| 7     | Alonso Martínez – Manoteras                   |
| 9     | Sevilla – Hortaleza                           |
| 29    | Felipe II – Manoteras                         |
| 72    | Diego de León – Hortaleza                     |
| 73    | Diego de León – Feria de Madrid               |
| 87    | República Dominicana – Las Cárcavas           |
| 101   | Canillejas – Aeropuerto / Barajas             |
| 104   | Ciudad Lineal – Mar de Cristal                |
| 105   | Ciudad Lineal – Barajas                       |
| 107   | Plaza de Castilla – Hortaleza                 |
| 112   | Mar de Cristal – Barrio del Aeropuerto        |
| 114   | Avenida de América – Barrio del Aeropuerto    |
| 115   | Avenida de América – Barajas                  |
| 120   | Plaza de Lima – Hortaleza                     |
| 122   | Avenida de América – Feria de Madrid          |
| 125   | Mar de Cristal – Hospital Ramón y Cajal       |
| 129   | Plaza de Castilla – Manoteras                 |
| 150   | Sol-Sevilla – Colonia Virgen del Cortijo      |
| 151   | Canillejas – Barajas                          |
| 153   | Las Rosas – Mar de Cristal                    |
| 170   | Arroyo del Fresno - Sanchinarro               |
| 171   | Mar de Cristal – Valdebebas                   |
| 172   | Mar de Cristal – Telefónica                   |
| 173   | Plaza de Castilla – Sanchinarro               |
| 174   | Plaza de Castilla – Valdebebas                |
| 176   | Plaza de Castilla – Las Tablas Sur            |
| 200   | Avenida de América – Aeropuerto               |
| T11   | Mar de Cristal – Parque empresarial Cristalia |
| N1    | Cibeles – Sanchinarro                         |
| N2    | Cibeles – Valdebebas                          |
| N3    | Cibeles – Feria de Madrid                     |
| N4    | Cibeles – Barajas                             |
| SE709 | Feria de Madrid - Hospital Isabel Zendal      |
| BR1   | Valdebebas - Hospital Ramón y Cajal           |

### Educación

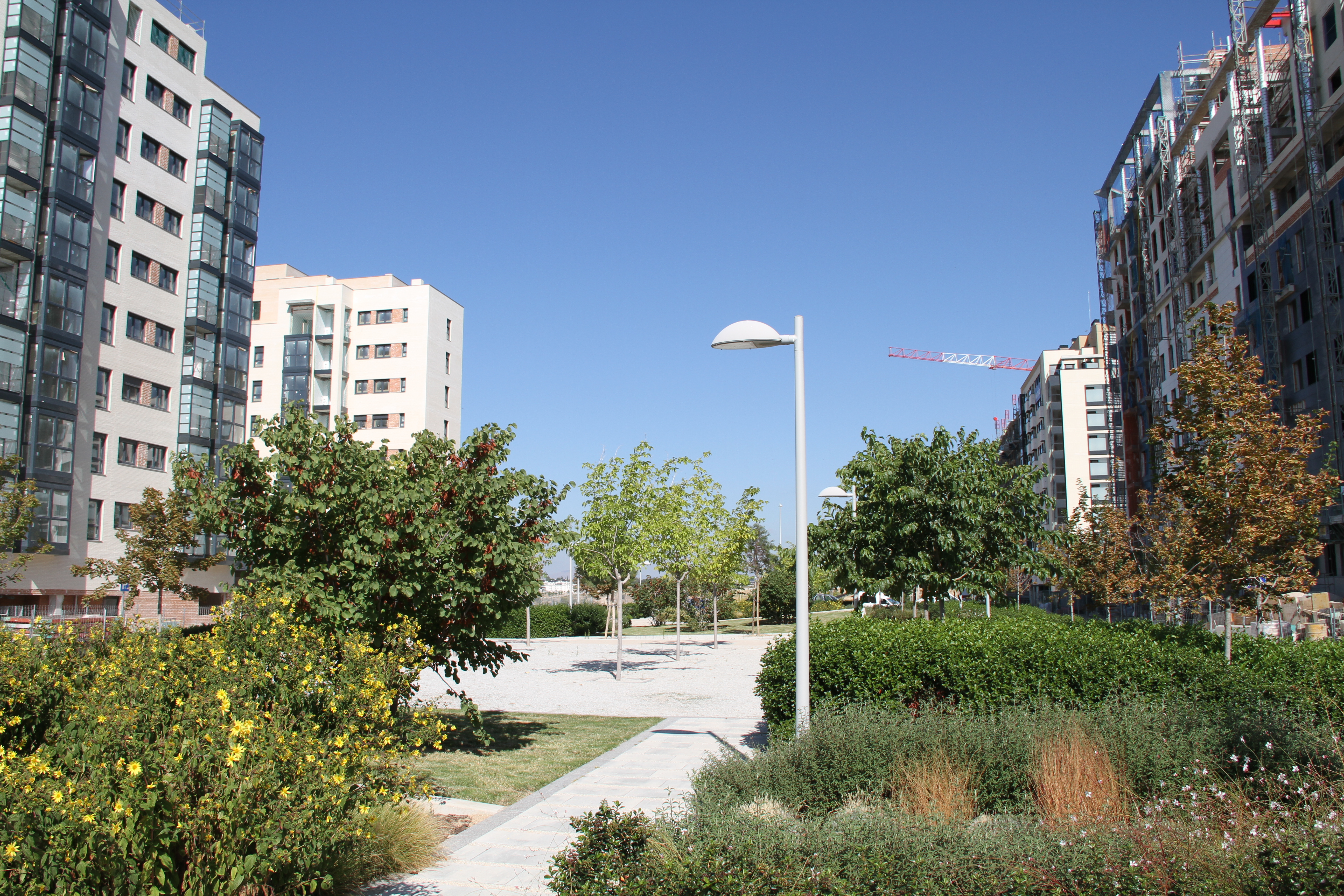
Una calle de Valdebebas (octubre de 2013)

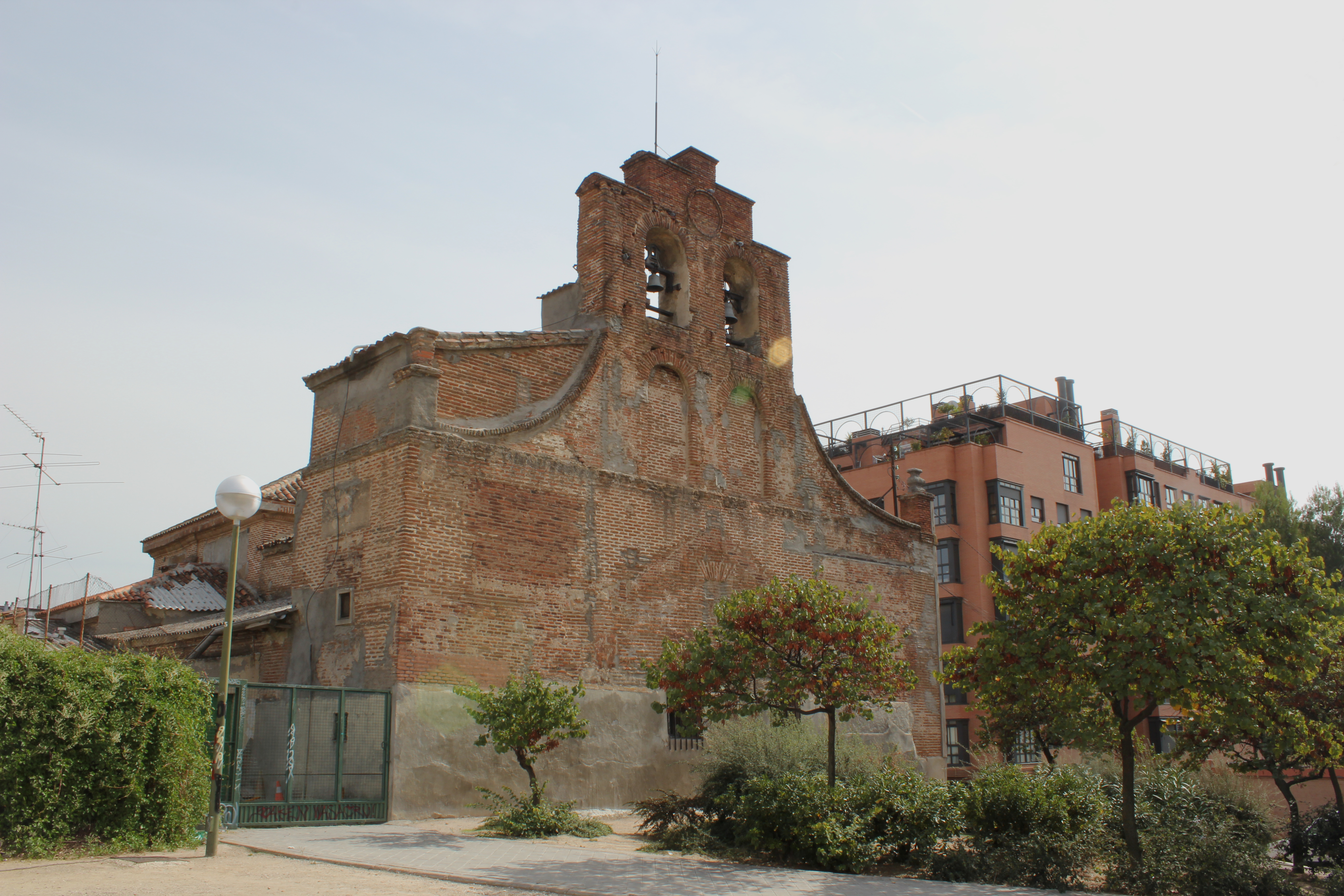
Antigua iglesia de Canillas, construida a finales del siglo

En el distrito de Hortaleza, hay 46 guarderías (5 públicas y 41 privadas), 14 colegios públicos de educación infantil y primaria, 6 institutos de educación secundaria, 15 colegios privados (con y sin concierto) y 6 centros extranjeros.

## Medios de comunicación
El distrito de Hortaleza cuenta desde 1989 con una emisora comunitaria, Radio Enlace, que emite en el 107.5 FM y a través de internet. Sus espacios informativos repasan a diario la actualidad del distrito, y también emiten íntegros los plenos celebrados en la Junta municipal de distrito.
Además existe un portal de noticias en internet, Hortaleza en Red, y desde el año 2008 se edita Hortaleza Periódico Vecinal, una publicación bimestral gratuita con una tirada de 10 000 ejemplares que se distribuye por comercios de todo el distrito. Tanto el portal como el periódico están gestionados por asociaciones y colectivos vecinales.

## Administración y política
El número de miembros de la Junta municipal del distrito lo determina el pleno del Ayuntamiento. Suele cambiar cada cuatro años en función de los acuerdos del Pleno del Ayuntamiento entre los distintos grupos políticos que lo componen. Según el acuerdo de 16 de septiembre de 2015 del pleno del Ayuntamiento, cada Junta municipal de distrito estuvo integrada en el mandado comprendido entre 2015 y 2019 por un concejal-presidente y 25 vocales, correspondiendo 9 al Partido Popular y a Ahora Madrid, 4 al Partido Socialista Obrero Español y 3 a Ciudadanos-Partido de la Ciudadanía. concejales o vocales vecinos. Entre los vocales concejales se designa un vicepresidente.
Por acuerdo del pleno del Ayuntamiento de 25 de septiembre de 2019, se determinó la nueva composición de las Juntas Municipales de distrito, que están integradas por un concejal presidente y por 30 vocales, concejales o vecinos, correspondiendo 2 al grupo municipal de Vox, 4 al grupo municipal socialista, 6 al grupo municipal de Ciudadanos, 8 al grupo municipal del Partido Popular, y 10 al grupo municipal Mas Madrid. Cada grupo político designa un portavoz así como un portavoz adjunto.
La composición actual de la Junta municipal de Hortaleza es la siguiente:
| Concejal presidente 2019-2023                | Concejal presidente 2019-2023                          | Concejal presidente 2019-2023             | Concejal presidente 2019-2023               | Concejal presidente 2019-2023                |
| -------------------------------------------- | ------------------------------------------------------ | ----------------------------------------- | ------------------------------------------- | -------------------------------------------- |
| Alberto Serrano Patiño                       |                                                        |                                           |                                             |                                              |
| Vicepresidente                               |                                                        |                                           |                                             |                                              |
| José Aniorte Rueda                           |                                                        |                                           |                                             |                                              |
| Ciudadanos                                   | Partido Popular                                        | Más Madrid                                | Partido Socialista Obrero Español           | Vox                                          |
| Alberto Lamas Ferrer - Portavoz              | Soraya Sotillo Martínez - Portavoz                     | Mariana Paula Arce García - Portavoz      | Jorge Donaire Huertas - Portavoz            | María del Carmen Rodríguez Anta - Portavoz   |
| Félix José Martos Trenado - Portavoz adjunto | José Antonio Martín-Nieto de Carlos - Portavoz adjunto | Blanca García González - Portavoz adjunta | Leticia Rodríguez García - Portavoz adjunta | José María Alberú Barriga - Portavoz adjunto |
| Manuel Navarro Zornoza                       | Mario Ayala Oliver                                     | Celia Álvarez Lancho                      | Borja Fernández Algarra                     |                                              |
| José Ignacio Sanz Cámara                     | Pedro Díaz Jurado                                      | Paloma Cantero López                      | Mónica Gutiérrez Rivas                      |                                              |
| Irene María Lourdes Tarragó Pascau           | María del Rosario Domínguez Elipe                      | Verónica Hernández Parra                  |                                             |                                              |
|                                              | Gustavo Marino Galiani López                           | María Luisa Lozano Arroyo                 |                                             |                                              |
|                                              | Pascual Oliver Hurtado                                 | Marcos Manzanero Manzanas                 |                                             |                                              |
|                                              | Olga Teresa Vega Llorente                              | José Manuel Muñoz Calles                  |                                             |                                              |
|                                              |                                                        | Daniel Rebner García                      |                                             |                                              |
|                                              |                                                        | Pedro Silverio Moreno                     |                                             |                                              |

### Resultado de los partidos en las elecciones generales
| Candidaturas con representación | Candidaturas con representación          | 2016  | 2016   | 2016 |
| Candidaturas con representación | Candidaturas con representación          | %     | Votos  |      |
|                                 | Partido Popular (PP)                     | 42.45 | 43.116 |      |
|                                 | Ciudadanos (Cs)                          | 19.81 | 20.123 |      |
|                                 | Unidos Podemos                           | 17.53 | 17.806 |      |
|                                 | Partido Socialista Obrero Español (PSOE) | 17.50 | 17.774 |      |
|                                 | Vox                                      | 0.49  | 498    |      |

| Candidaturas con representación | Candidaturas con representación          | 2019  | 2019   | 2019 |
| Candidaturas con representación | Candidaturas con representación          | %     | Votos  |      |
|                                 | Ciudadanos (Cs)                          | 24.47 | 27.399 |      |
|                                 | Partido Socialista Obrero Español (PSOE) | 24.16 | 27.043 |      |
|                                 | Partido Popular (PP)                     | 21.22 | 23.759 |      |
|                                 | Vox                                      | 14.26 | 15.967 |      |
|                                 | Unidas Podemos                           | 13.21 | 14.788 |      |